# 日本体力医学会
一般社団法人日本体力医学会（にほんたいりょくいがくかい、英語: The Japanese Society Of Physical Fitness And Sports Medicine）は、日本の学術研究団体の一つ。

## 概要
1949年7月2日設立。学術研究団体としての種別は単独学会。
日本国内外における体力ならびにスポーツ医科学に関する研究の進歩、発展を促進し、研究の連絡協力を図るとともに、その成果の活用をはかり、国内の学術の発展に寄与することを目的としている。
国内においては日本医学会に、国際学術連合体としては国際スポーツ医学会およびアジアスポーツ医学会に加入している。

## 沿革
- 1949年 - 任意団体日本体力医学会発足。
- 2014年 - 一般社団法人日本体力医学会に改称。

## 刊行物

### 体力科学
- 誌名（和文）：体力科学
- 誌名（欧文）：Japanese Journal of Physical Fitness and Sports Medicine
- 創刊年：1949
- 資料種別：-
- 使用言語：日本語（英文抄録あり）
- 発行形態：印刷体、eジャーナル
- 著作権帰属先：学会
- クリエイティブコモンズ：-
- 購読：有料

### The Journal of Physical Fitness and Sports Medicine（JPFSM）
- 誌名（和文）：-
- 誌名（欧文）：The Journal of Physical Fitness and Sports Medicine（JPFSM）
- 創刊年：2012
- 資料種別：ジャーナル（査読付き論文を含む）
- 使用言語：英語のみ
- 発行形態：印刷体、eジャーナル
- 著作権帰属先：学会
- クリエイティブコモンズ：-
- 購読：有料